# Bolko IV opolski
Bolko (Bolesław) IV (ur. pomiędzy 1363 a 1367, zm. 6 maja 1437) – książę strzelecki i niemodliński w latach 1382-1400, książę opolski od 1396 r. (do 1400 r. razem z braćmi, bez Olesna).

## Życiorys
Bolko IV był drugim pod względem starszeństwa synem księcia opolskiego i strzeleckiego Bolka III i nieznanego pochodzenia Anny. W chwili śmierci ojca w 1382 r. był jeszcze małoletni, w związku z czym znalazł się pod opieką starszego brata, przeznaczonego do kariery duchownej Jana Kropidły i stryja Władysława Opolczyka.
Bolko IV wraz z rodzeństwem dziedziczył niewielkiego rozmiaru księstwo strzeleckie, lecz już w krótkim czasie po śmierci ojca, w myśl wcześniejszych układów, do spadku młodych Bolkowiczów zostało dołączone również księstwo niemodlińskie, odziedziczone po dalszym krewnym Henryku, jednak bez Głogówka, który stryj książąt Władysław Opolczyk zachował dla siebie.
Stosunki młodych książąt ze stryjem początkowo były poprawne. W 1383 r. Władysław Opolczyk sprzedał im ziemię sośnicowicką, zaś dziesięć lat później, w zamian za udział w wojnie przeciwko królowi Polski Władysławowi Jagielle, obiecał im następstwo po sobie, z zastrzeżeniem dożywocia dla swojej żony Eufemii. Decyzja ta okupiona została spaleniem przez wojska polskie miasta Strzelce Opolskie.
6 sierpnia 1396 r., w związku z pojawieniem się oddziałów królewskich pod Opolem, synowie Bolka III zdecydowali się zawrzeć separatystyczny pokój, w którym zobowiązali się ograniczyć władzę Władysława Opolczyka. Bolkowicze dotrzymali słowa i w księstwie opolskim (z wyjątkiem okręgów Olesna i Lublińca przejętych przez Władysława Jagiełłę do czasu wykonania zobowiązań, do książąt opolskich obie miejscowości wróciły w 1401 r.) władzę objął Bolko IV.
W 1400 r. dwaj pozostali przy życiu bracia (nie licząc Jana Kropidły, który robił karierę kościelną w Polsce) Bolko IV i Bernard postanowili podzielić się spadkiem w ten sposób, że pierwszy otrzymał ostatecznie księstwo opolskie, zaś drugi został księciem niemodlińskim i strzeleckim. W 1401 r. Bolko IV zrzekł się dodatkowo na rzecz młodszego brata odzyskanych właśnie okręgów Lublińca i Olesna.
Bolko IV starał się utrzymywać bliskie kontakty z dworem króla czeskiego Wacława IV. Z tego też powodu 7 lipca 1402 książę przyłączył się do związku stanów śląskich.
W 1417 r., po śmierci Władysława Opolczyka, z pretensjami do spadku (Opola i Głogówka) wystąpili książęta żagański, synowie Henryka VIII Wróbla i Katarzyny, córki Opolczyka. Z nieznanych powodów na sąd lenny, który się odbył 2 lipca 1417 r. w Pradze nie stawili się książęta opolscy, wobec czego wyrok jaki zapadł był dla nich skrajnie niekorzystny, zobowiązujący do zwrotu dzierżawnych po stryju terytoriów (wyrok został potwierdzony przez Wacława IV 1 kwietnia 1418). Tylko nagła śmierć króla czeskiego niespełna rok później i niemożność siłowego wykorzystania okazji przez książąt żagańskich sprawiła, że Bolko IV pozostał przy swoich włościach.
W kolejnych latach Bolko IV, chcąc odsunąć od siebie niebezpieczeństwo wykonania wyroku praskiego, rozpoczął ścisłą współpracę z nowym królem czeskim Zygmuntem Luksemburczykiem, któremu obiecał układem z 18 września 1421 pomoc w walce o koronę czeską. W wyniku tej współpracy, dwa lata później w Bratysławie dołączył do paktu mającego na celu rozbiór Polski sygnowanego przez cesarza i zakon krzyżacki, w wyniku którego miał otrzymać wraz z bratem Bernardem ziemię sieradzką i część Wielkopolski (układ nie wszedł w życie na skutek porozumienia jeszcze w tym samym roku w Kieżmarku zawartego między Jagiełłą a Zygmuntem).
Pomiędzy 1418 a 1424 r. nastąpiło powiększenie domeny Bolka IV i Bernarda w związku ze śmiercią wdowy po Władysławie Opolczyku Eufemii i przejęciem jej oprawy na Głogówku.
Pod koniec lat 20. XV w. na Śląsku pojawili się husyci – w toczonej z nimi wojnie Bolko IV początkowo opowiedział się za Luksemburgami, co sprowadziło niebezpieczeństwo wypraw odwetowych, których nie powstrzymał nawet pokój zawarty w 1428 r. Wierność Zygmuntowi Luksemburczykowi zaowocowała 16 września 1435 ostatecznym uchyleniem wyroku praskiego.
Książę opolski Bolko IV zmarł 6 maja 1437 i został pochowany w miejscowej nekropolii Piastów, kościele franciszkanów w Opolu. Bolko IV od 1398 r. był żonaty z Małgorzatą hrabianką Gorycji, z którą doczekał się czterech synów (Bolka V, Jana I, Henryka zmarłego 8 kwietnia 1436 r. w wieku szesnastu lat i Mikołaja I), oraz córki Małgorzaty (żony Ludwika III Lubińskiego).

## Literatura dodatkowa
- Karol Piotrowicz: Bolesław (Bolko) IV. W: Polski Słownik Biograficzny. T. 2: Beyzym Jan – Brownsford Marja. Kraków: Polska Akademia Umiejętności – Skład Główny w Księgarniach Gebethnera i Wolffa, 1936, s. 278–279. Reprint: Zakład Narodowy im. Ossolińskich, Kraków 1989, ISBN 83-04-03291-0